# Andreas Thiel
Andreas Thiel, född 3 mars 1960 i Lünen, Västtyskland, är en tysk före detta handbollsmålvakt. Han var med och tog OS-silver 1984 i Los Angeles. Som aktiv utsågs han till Årets handbollsspelare i Tyskland rekordmånga sju gånger varav fem år i rad (1983–1987, 1989 och 1993).

## Klubbar
- Alemannia Aachen (1974–1977)
- TV Hochdorf (1977–1979)
- VfL Gummersbach (1979–1991)
- TSV Bayer Dormagen (1991–2001)
- SG Flensburg-Handewitt (2001)